# Чесноков Юрій Іванович
Юрій Іванович Чесноков (рос. Юрий Иванович Чесноков, 25 січня 1952, Кімри — 20 листопада 1999, Москва) — радянський футболіст, що грав на позиції нападника. Майстер спорту міжнародного класу (1979). Майор запасу.
Виступав, зокрема, за московські «Локомотив» та ЦСКА, а також національну збірну СРСР.

## Клубна кар'єра
Займався футболом у клубі «Супутник» з рідного міста Кімри. У змаганнях майстрів дебютував 1970 року виступами за команду «Волга» (Калінін), до якої потрапив на запрошення відомого тренера Ігоря Волчка. Тут Чесноков провів два сезони у третьому за рівнем дивізіоні СРСР, де провів 48 матчів і забив 10 голів.
1972 року Волчок, який тоді працював вже у вищоліговому «Локомотиві» (Москва), запросив Чеснокова до столичної команди. Юрій дебютував у новому клубі у матчі 1/8 фіналу Кубка Радянського Союзу в березні 1972 року, де забив гол в обох матчах проти «Крил Рад» (Куйбишев). Дебютував у вищому дивізіоні СРСР через місяць у грі проти «Динамо» (Тбілісі) 4 квітня, а забив свій перший гол на найвищому рівні в матчі проти СКА (Ростов-на-Дону) 17 квітня. У дебютному для себе сезоні у Вищій лізі Чесноков провів 29 матчів і забив вісім голів, але команда посіла передостаннє 15 місце і вилетіла до першої ліги. Незважаючи на це Чесноков потрапив до списку 33 найкращих футболістів сезону.
У першій лізі Чесноков залишався основним лідером атак «залізничників», забивши відповідно 14 голів у 1973 році та 20 голів у 1974 році, допомігши команді з другої спроби посісти перше місце та повернутись до вищої ліги. Крім того у 1974 році Чесноков знову потрапив до списку «33 найкращих», хоча грав у другому дивізіоні.
Тим не менш допомогти «Локомотиву» у вищому дивізіоні Чесноков вже не зміг, оскільки на початку 1975 року новий головний тренер ЦСКА (Москва) Анатолій Тарасов захотів отримати в свою команду перспективного нападника. Юрій на той момент був студентом Московського інституту інженерів залізничного транспорту і мав відстрочку від призову, тим не менш Чеснокова призвали в армію прямо в аеропорту «Шереметьєво», куди молодіжна збірна СРСР повернулася після турне по Південно-Східній Азії. Молодий нападник сподівався відслужити рік строкової служби і повернутися в «Локомотив», але Чеснокова змусили написати рапорт на присвоєння звання молодшого лейтенанта, без якого погрожували відправити футболіста проходити військову службу без можливості займатись футболом.
В результаті Чесноков проти своєї волі залишився у ЦСКА, формуючи атаку разом з Борисом Копєйкіним та Леонідом Назаренком, зігравши за команду 289 ігор в усіх турнірах і забивши 87 голів, а також ще двічі, у 1976 і 1977 роках потрапив до списку «33 найкращих», але найкращим сезоном став розіграш 1979 року, в якому Чесноков забив 16 голів у Вищій лізі. Тоді ЦСКА не блищав у чемпіонаті СРСР і фінішував здебільшого у середині таблиці, а тренери часто мінялися, тому жодного трофею виграти Юрій так і не зумів.
Під час сезону 1983 року Чесноков отримав травму, а коли до команди на наступний сезон прийшов новий тренер Юрій Морозов, він відразу прибрав Чеснокова з команди. Оскільки Юрій був офіцером Радянської армії, його направили до Групи радянських військ у Німеччині. Там Чесноков обіймав посаду начальника з військової підготовки одного з підрозділів і паралельно виступав за нижчоліговий східнонімецький клуб «Мотор» (Людвігсфельде). Одночасно він грав за команду ГРВН, беручи участь в армійському чемпіонаті. Через три роки Чеснокова повернули на батьківщину і розпреділили в бригаду зв'язку, яка дислокувалася на території Ленінградського військового округу на таку ж посаду начфіза. Там майор Чесноков почав порушувати режим і за місяць набрав п'ять стягнень, в результаті чого навесні 1991 року він був звільнений з лав Збройних Сил з формулюванням «за дискредитацію звання офіцера».
Звільнившись з армії, Юрій Чесноков відновив кар'єру гравця. У сорок років він зіграв кілька матчів за «Супутник» з рідного міста Кімри в другій лізі чемпіонату Росії і навіть забив один гол, але після сьомого туру чемпіонату команда знялась з турніру.

## Виступи за збірну
Виступав за молодіжну, олімпійську і другу збірні СРСР.
28 листопада 1976 року дебютував в офіційних матчах у складі національної збірної СРСР під час турне по Південній Америці проти Аргентини (0:0) на «Монументалі» і на 60 хвилині був замінений на Петра Слободяна. За кілька днів Чесноков зіграв і у наступному матчі з Бразилією (0:2) на «Маракані»
Загалом протягом кар'єри у національній команді, яка тривала 4 роки, провів у її формі 13 матчів, забивши 5 голів.

## Подальше життя

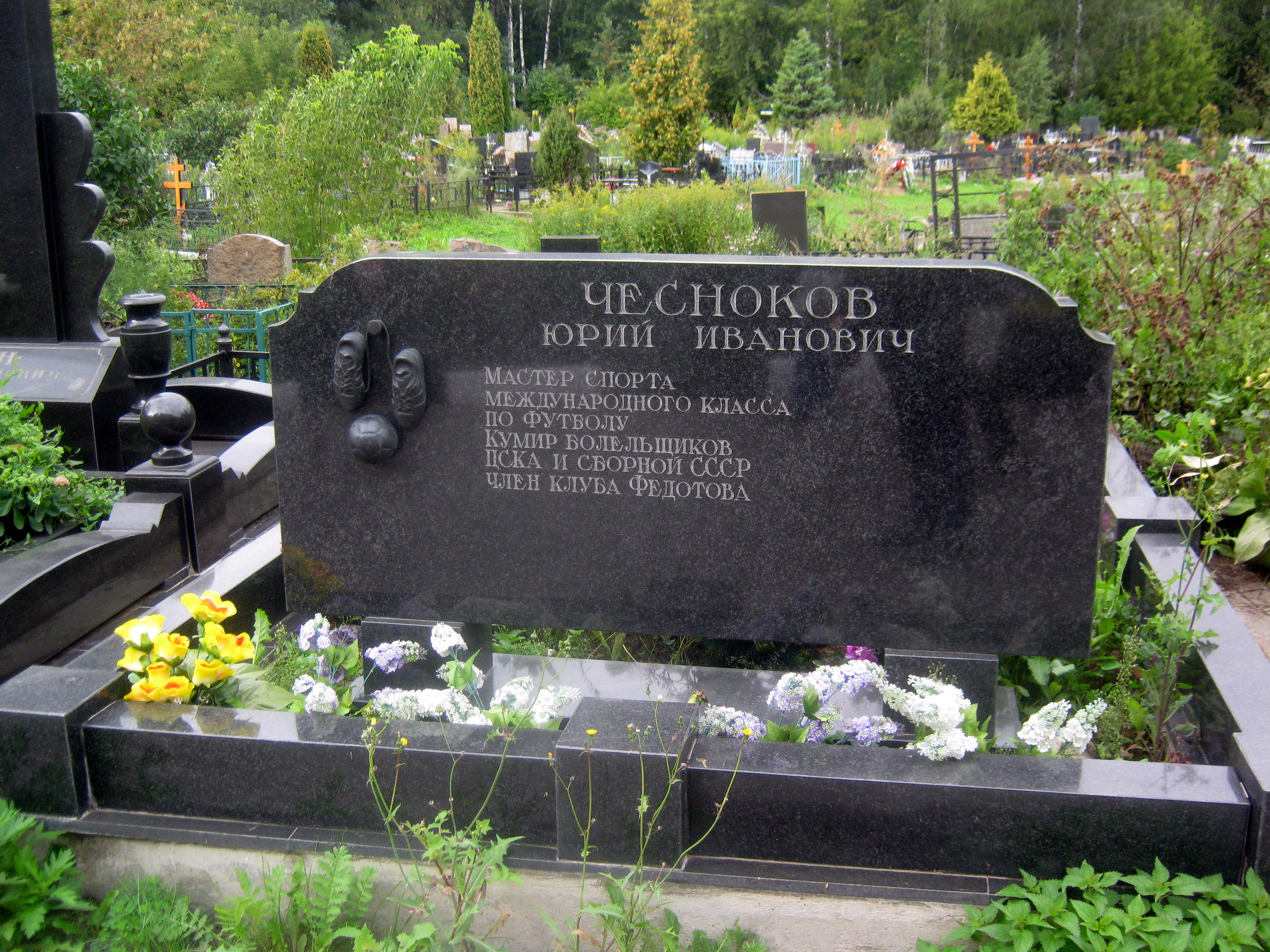
Могила Юрія Чеснокова на Покровському кладовищі

По завершенні ігрової кар'єри працював в московському кооперативі «Листопад», який випускав спортивний інвентар. Там потрапив до компанії хлопців, яких посадили за групове зґвалтування, серед підозрюваних був і Чесноков. В результаті з нього підозри зняли і відпустили, але Юрій продовжив пити і помер 20 листопада 1999 року на 48-му році життя у місті Москва. Похований на Покровському кладовищі в Москві, 18 ділянка.

## Досягнення
- Чемпіон Спартакіади народів СРСР 1979 року у складі збірної Москви.
- Член клубу Григорія Федотова (104 м'ячі)
- У списку 33 найкращих — 4 рази (1972, 1974, 1976, 1977), під № 1 один раз (1977)